# 1754년 영국 총선
정당들은 사실상 거의 소멸했다:내각에 들어가고 싶은 자는 휘그당을 자칭했고, 본 의미는 사라졌다. 대부분의 선거는 지역 문제를 중심으로 치러졌고, 정치권력은 지지도나 조직력보다 귀족가문의 후원이나 계파의 충성도로 결정되었다. 토리당을 자처하는 의회 내 소수 의원들은 실제정치나 공직과 거의 무관한 수준이었다.

## 선거 결과
| 정당       | 의석 수 |
| ---------- | ------- |
| 휘그당     | 368석   |
| 토리당     | 106석   |
| 애국휘그당 | 42석    |
| 기타       | 20석    |
| 합계       | 558석   |